# Saul Bass
 (juin 2018).
Pour les articles homonymes, voir Bass.
Saul Bass est un graphiste américain, né le 8 mai 1920 à New York et mort le 25 avril 1996 à Los Angeles. Célèbre pour son travail dans le domaine cinématographique, il a collaboré avec de grands réalisateurs, notamment Otto Preminger, Alfred Hitchcock et Martin Scorsese à plusieurs reprises, à la fois pour la création de génériques et pour la conception d'affiches. Il a aussi réalisé plusieurs courts métrages et un long métrage.
Il a également créé plusieurs logos, par exemple pour Avery en 1975 et AT&T en 1983.

## Biographie

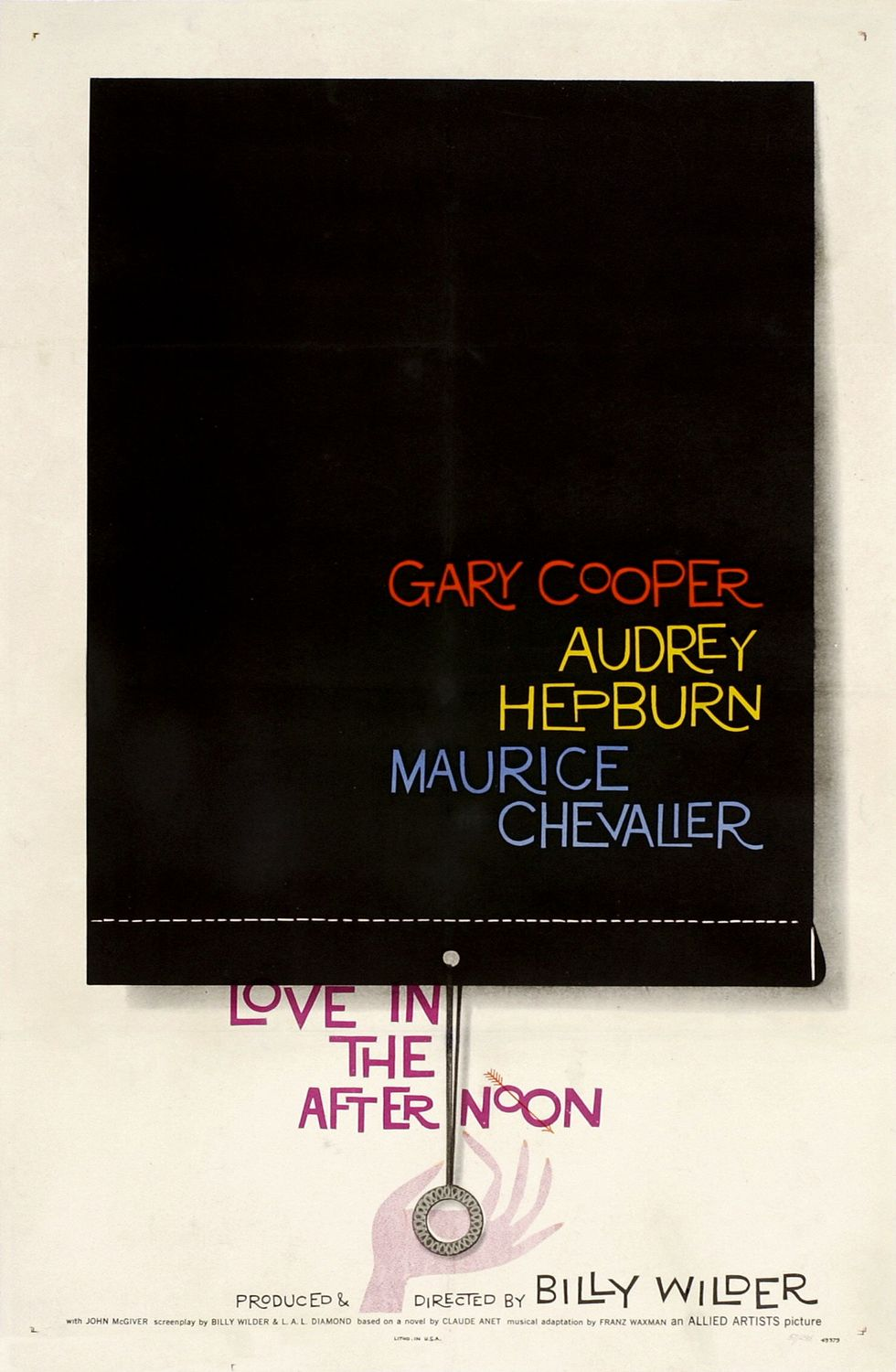
Affiche du film Ariane (1957) de Billy Wilder, conçue par Saul Bass

Saul Bass (ou Saül Bass) naît dans le Bronx, à New York, en 1920 au sein d'une famille d'immigrants juifs d'Europe de l'Est. Il montre très tôt des prédispositions pour le dessin et à 15 ans prend des cours de peinture au « Art Students League » de Manhattan avant d'atteindre l'âge requis pour poursuivre ses études au « Brooklyn College ». C'est à cette époque que sous l'impulsion de son professeur György Kepes (en), artiste hongrois, il découvre le Bauhaus et le constructivisme russe et s'initie à l'esthétique moderniste. Après plusieurs stages dans des studios de design de Manhattan, Bass commence comme graphiste publicitaire freelance. Il déménage pour Los Angeles en 1946, à la recherche de plus de liberté dans son travail et ouvre son propre studio, Saul Bass and associates, en 1950.
Il participe par la suite à la réalisation d'affiches de films et rencontre Otto Preminger en 1954 pour la conception de l'affiche de Carmen Jones. L'approche adoptée par Bass, consistant à centrer la publicité du film sur un symbole graphique (en l'occurrence une rose stylisée), est en rupture totale avec les méthodes en vigueur jusque-là et reposant essentiellement sur l'utilisation d'éléments visuels issus du film (les bandes-annonces et les affiches d'alors ne sont qu'un montage d'images du film ou de portraits des acteurs). Séduit, Preminger lui demande de réaliser le générique. C'est l'année suivante, alors qu'il travaille sur la campagne de promotion de L'Homme au bras d'or (The Man with the Golden Arm) toujours avec Preminger, qu'il réalise le générique qui le fera reconnaître comme le maître du genre. La force d'évocation du visuel conçu par Saul Bass (un bras stylisé représentant les talents de musicien et de joueur de poker du personnage principal, ainsi que son addiction à l'héroïne) est telle que lors de la première du film à New York, seul le logo est affiché, le titre est superflu. Une note d'accompagnement est collée sur les bobines du film ; elle précise : « Projectionnistes : ouvrir les rideaux avant le générique ». Jusqu'alors, la liste des participants à la réalisation du film était jugée si ennuyeuse que les rideaux ne s'ouvraient pour découvrir l'écran qu'une fois le générique fini. Pour Preminger, le travail de Saul Bass fait partie intégrante de L'Homme au bras d’or et doit être vu par les spectateurs. La collaboration entre les deux hommes se poursuivra sur dix autres films.

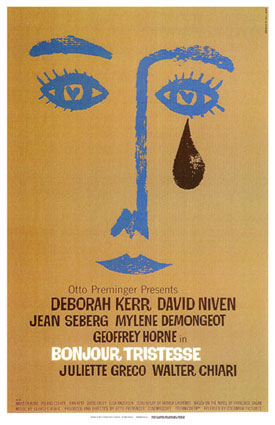
1958, Bonjour Tristesse, Otto Preminger

La qualité de ce deuxième générique l'amène à en réaliser de nombreux autres ainsi que des prologues et épilogues dont ceux d’Autopsie d'un meurtre ou West Side Story. Il entame alors deux autres collaborations notables, l'une avec Alfred Hitchcock, l'autre avec Stanley Kubrick. C'est avec ces réalisateurs qu'au-delà de son travail sur les génériques, Saul Bass participe également à la conception de certaines séquences, notamment la scène de la douche dans le film Psychose (Psycho) ou les combats de Spartacus.
Dès 1964, il réalise des courts-métrages (les premiers d'entre eux sont The Searching Eye et From Here to There), dont plusieurs seront récompensés dans des festivals (Why Man Creates remporte un Oscar en 1969). L'échec de son seul long métrage, Phase IV, l'amène à se concentrer sur la conception graphique. Il produira dans ce cadre de nombreux logos parmi lesquels ceux de United Airlines, AT&T ou Minolta.
Respecté voire adulé pour son travail dans les années 1950 et 60, il est sollicité par des réalisateurs de la génération suivante tels que Danny DeVito (La Guerre des Roses) ou Penny Marshall (Big). En 1990, une nouvelle relation de travail fructueuse s'entame avec Martin Scorsese pour les films Les Affranchis (Goodfellas), Casino, puis sur deux autres films.
Son décès, le jeudi 25 avril 1996, à l'hôpital Cedars-Sinaï de Los Angeles, à l'âge de 75 ans, survient au terme d'une carrière de 40 ans et de contributions à plus de 50 films.

## Style et influence

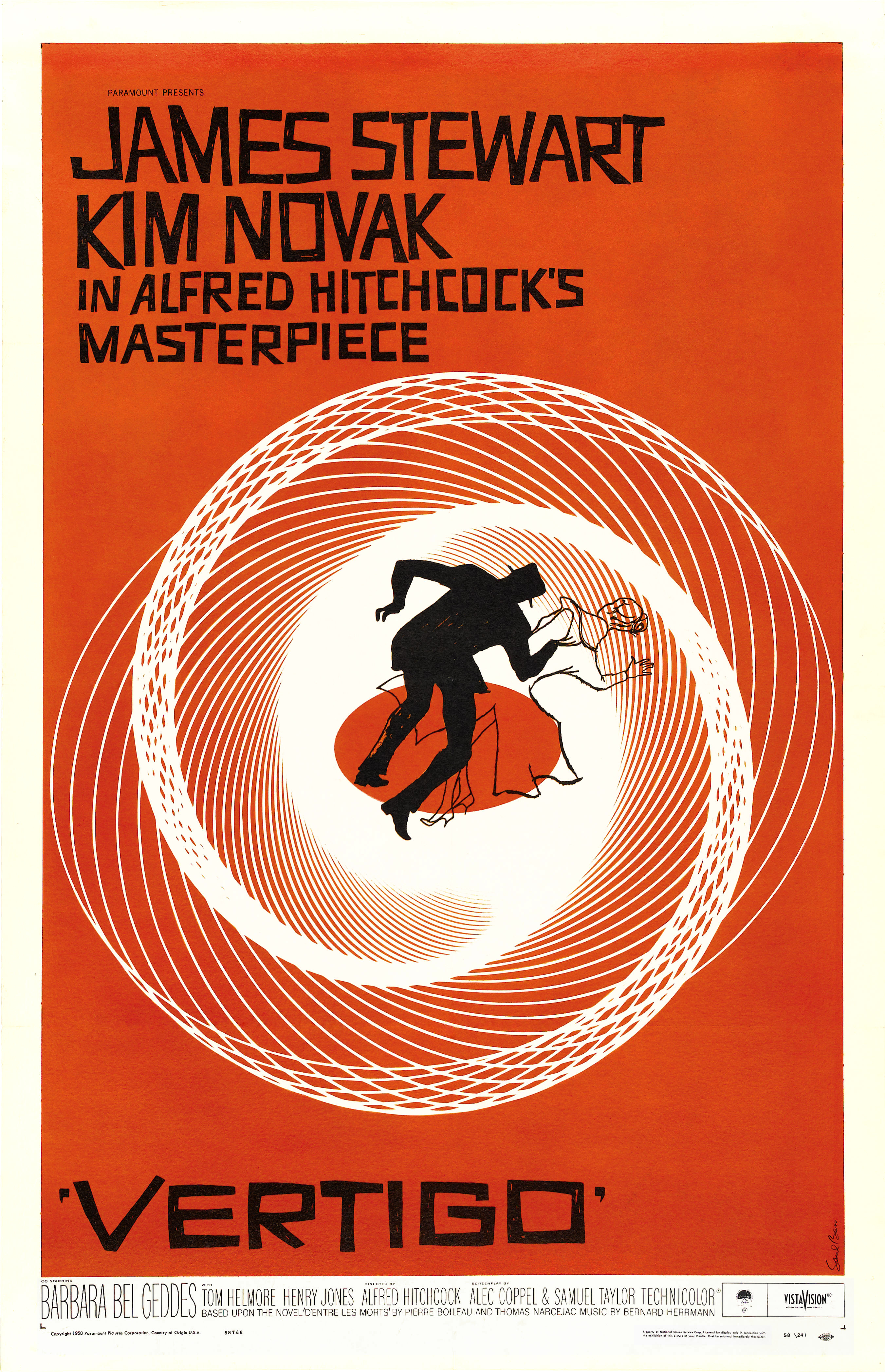
Affiche conçue pour le film Sueurs froides, l'une de ses célèbres collaborations graphiques avec Alfred Hitchcock.

Saul Bass révolutionne le générique de cinéma. D'une fonction purement informative et légale, il donne à celui-ci une dimension narrative et artistique, réalisant de véritables courts-métrages qui font partie intégrante du film en tant qu'œuvre. Bass souligne la thématique visuelle et dramatique du film, expose le caractère des personnages :

« Mon idée de départ était qu'un générique pouvait mettre dans l'ambiance et souligner la trame narrative du film pour évoquer l'histoire de manière métaphorique. Je voyais le générique comme une façon de conditionner le public de façon que, lorsque le film commence, il ait déjà un écho émotionnel chez les spectateurs. J'étais convaincu que le film commence vraiment dès la première image. »

La qualité originale de Bass réside dans sa capacité à identifier le détail qui résume à lui seul le film et à le restituer de manière graphique et moderne. Pour Scorsese, ces créations sont « une image emblématique, reconnaissable instantanément et immédiatement liée au film. » Il ne cherche pas à illustrer cette phase informative qu'est le générique mais à mettre en scène de manière graphique les principaux éléments qui seront utilisés dans le film sous forme d'un récit.
C'est cette approche très graphique (avec une prédominance des lignes, des formes découpées et d'une typographie brisée) qui marque la rupture avec les habitudes en vogue. L'affiche de L'Homme au bras d'or délaisse toute représentation de la star Frank Sinatra qui incarne le rôle principal, un parti pris très osé qui marque le début d'une nouvelle ère aussi bien dans le domaine des affiches que dans celui des génériques. Progressivement, les séquences créées par Saul Bass se diversifient et délaissent les éléments graphiques pour intégrer d'autres moyens tels que des photographies (Spartacus), des animations (Le Tour du monde en quatre-vingts jours, 1956) ou des séquences filmées (La Rue chaude).
Par la suite, les génériques explorent une autre voie et s'intègrent à la narration en se situant dans la continuité du récit. Le générique intervenant au tout début du film, Saul Bass imagine ce qui a pu exister avant les premières images filmées par le réalisateur (ce qu'il nomme « the time before »). Il montre les instants ou les mois précédant le début de l'action afin de renforcer le contexte comme dans Grand Prix de Frankenheimer :

« Dans ce cas, j'ai traité les instants juste avant un grand prix de Monaco. Je m'intéressais à ce qui se passe durant les préparatifs de la course. La tension. L'anxiété. Les petits ajustements techniques et gestes nerveux que vivent les pilotes. »

Martin Scorsese a dit de lui : 

« Ses génériques ne sont pas de simples étiquettes sans imagination - comme c'est le cas dans de nombreux films - bien plus, ils font partie intégrante du film en tant que tel. Quand son travail apparaît à l'écran, le film lui-même commence vraiment. »

Il collabore étroitement dans la réalisation de ces génériques avec sa seconde femme Elaine Bass (en) (née Makatura).

## Filmographie

### Comme réalisateur
Sauf indication contraire, les informations mentionnées dans cette section peuvent être confirmées par la base de données cinématographiques IMDb,  présente dans la section « Liens externes ».
- 1964 : The Searching Eye (court métrage)
- 1964 : From Here to There (court métrage)
- 1968 : Why Man Creates (court métrage)
- 1974 : Phase IV
- 1978 : Notes on the Popular Arts (court métrage)
- 1980 : The Solar Film (court métrage)
- 1984 : Quest (court métrage)

### Comme concepteur de génériques
Sauf indication contraire, les informations mentionnées dans cette section peuvent être confirmées par la base de données cinématographiques IMDb,  présente dans la section « Liens externes ».
- 1953 : La Lune était bleue d'Otto Preminger
- 1954 : Carmen Jones d'Otto Preminger
- 1955 : Le Grand Couteau de Robert Aldrich
- 1955 : L'Homme au bras d'or d'Otto Preminger
- 1955 : Le Cercle infernal de Henry Hathaway
- 1955 : Sept Ans de réflexion (The Seven Year Itch) de Billy Wilder
- 1955 : The Shrike de José Ferrer
- 1956 : Le Tour du monde en quatre-vingts jours de Michael Anderson
- 1956 : Au cœur de la tempête de Daniel Taradash
- 1956 : Trapèze de Carol Reed
- 1956 : Attaque de Robert Aldrich
- 1957 : L'Homme qui tua la peur de Martin Ritt
- 1957 : Sainte Jeanne d'Otto Preminger
- 1957 : Orgueil et Passion de Stanley Kramer
- 1957 : Mon père, cet étranger de John Frankenheimer
- 1958 : Bonjour Tristesse d'Otto Preminger
- 1958 : Cow-boy de Delmer Daves
- 1958 : Sueurs froides d'Alfred Hitchcock
- 1958 : Les Grands Espaces de William Wyler
- 1959 : Autopsie d'un meurtre d'Otto Preminger
- 1959 : La Mort aux trousses d'Alfred Hitchcock
- 1960 : Psychose (film) d'Alfred Hitchcock
- 1960 : Spartacus de Stanley Kubrick
- 1960 : Voulez-vous pêcher avec moi ? de Melvin Frank
- 1960 : Exodus d'Otto Preminger
- 1960 : L'Inconnu de Las Vegas de Lewis Milestone
- 1961 : West Side Story de Jerome Robbins et Robert Wise
- 1961 : Au bout de la nuit de Jack Garfein
- 1962 : Tempête à Washington d'Otto Preminger
- 1962 : La Rue chaude de Edward Dmytryk
- 1963 : Les Vainqueurs de Carl Foreman
- 1963 : À neuf heures de Rama de Mark Robson
- 1963 : Un monde fou, fou, fou, fou de Stanley Kramer
- 1963 : Le Cardinal d'Otto Preminger
- 1965 : Première Victoire d'Otto Preminger
- 1965 : Bunny Lake a disparu d'Otto Preminger
- 1966 : Grand Prix de John Frankenheimer
- 1966 : Deux Minets pour Juliette ! de Norman Panama
- 1966 : L'Opération diabolique de John Frankenheimer
- 1971 : Des amis comme les miens d'Otto Preminger
- 1976 : Hollywood, Hollywood de Gene Kelly
- 1987 : Broadcast News de James L. Brooks
- 1988 : Big de Penny Marshall
- 1989 : La Guerre des Rose de Danny DeVito
- 1990 : Les Affranchis de Martin Scorsese
- 1991 : Les Nerfs à vif de Martin Scorsese
- 1991 : Doc Hollywood de Michael Caton-Jones
- 1992 : Mr. Saturday Night de Billy Crystal
- 1993 : Le Temps de l'innocence de Martin Scorsese
- 1995 : Fièvre à Columbus University de John Singleton
- 1995 : Casino de Martin Scorsese

### Comme concepteur d'affiches
- 1955 : L'Homme au bras d'or d'Otto Preminger
- 1957 : Arianne de Billy Wilder
- 1958 : Les Grands Espaces de William Wyler
- 1958 : Sueurs froides d'Alfred Hitchcock
- 1959 : Autopsie d'un meurtre d'Otto Preminger
- 1959 : La Mort aux trousses d'Alfred Hitchcock
- 1962 : Tempête à Washington d'Otto Preminger
- 1980 : Shining de Stanley Kubrick

### Comme consultant visuel
Sauf indication contraire, les informations mentionnées dans cette section peuvent être confirmées par la base de données cinématographiques IMDb,  présente dans la section « Liens externes ».
- 1960 : Spartacus de Stanley Kubrick
- 1961 : West Side Story de Jerome Robbins et Robert Wise
- 1966 : Grand Prix de John Frankenheimer

## Concepteur de logos
Outre son importante contribution à l'art cinématographique, Saul Bass s'est également distingué comme un inventif concepteur de logos pour des firmes commerciales actives dans des domaines très variés. Parmi ses principales réalisations, on peut épingler :
- 1961 : logo de la marque Kleenex
- 1969 : 
  - logo de la firme de télécommunications AT&T
  - logo de l'entreprise agroalimentaire Quaker Oats
- 1972 : logo de la compagnie cinématographique Warner Bros.
- 1974 : logo de la compagnie aérienne United Airlines
- 1975 : logo de la compagnie industrielle Avery
- 1983 : logo de la firme de télécommunications AT&T

## Distinctions
- 1969 : Oscar du meilleur court-métrage documentaire pour Why Man Creates

#### Bases de données
- Ressources relatives aux beaux-arts :   - Artists of the World Online
  - Bridgeman Art Library
  - Cooper–Hewitt, Smithsonian Design Museum
  - Delarge
  - Museum of Modern Art
  - MutualArt
  - RKDartists
  - Union List of Artist Names
- Ressources relatives à l'audiovisuel :   - AllMovie
  - Allociné
  - American Film Institute
  - Filmportal
  - Filmweb.pl
  - IMDb
  - Oscars du cinéma
  - Rotten Tomatoes
- Ressources relatives au spectacle :   - Internet Broadway Database
  - Kunstenpunt
- Ressources relatives à la musique :   - Discogs
  - MusicBrainz
- Ressource relative à la littérature :   - Internet Speculative Fiction Database
- Notices dans des dictionnaires ou encyclopédies généralistes :   - American National Biography
  - Britannica
  - Deutsche Biographie
  - Gran Enciclopèdia Catalana
  - Nationalencyklopedin
  - Store norske leksikon
  - Universalis
- Notices d'autorité :   - VIAF
  - ISNI
  - BnF (données)
  - IdRef
  - LCCN
  - GND
  - Japon
  - CiNii
  - Espagne
  - Pays-Bas
  - Pologne
  - Israël
  - Catalogne
  - Australie
  - Tchéquie
  - Lettonie

#### Autres
- Les Génériques de Saul Bass par A.Tylski, dans l'émission Blow Up (2012) sur Arte
- Saul Bass sur le site Générique et Cinéma
- (en) Aperçu des génériques les plus marquants de Saul Bass sur le site notcoming.com
- Les affiches de Saul Bass pour Otto Preminger sur Cinémathèque.fr
- Saul Bass par Kuntzel+Deygas sur arte.tv
- La contemporaine (Nanterre) : Fonds d'affiches de Saul Bass. Inventaire